# Paul Mathieu
Paul Mathieu (Sint-Joost-ten-Node, 31 augustus 1872 - Brussel, 1932) was een Belgische kunstschilder en aquarellist.

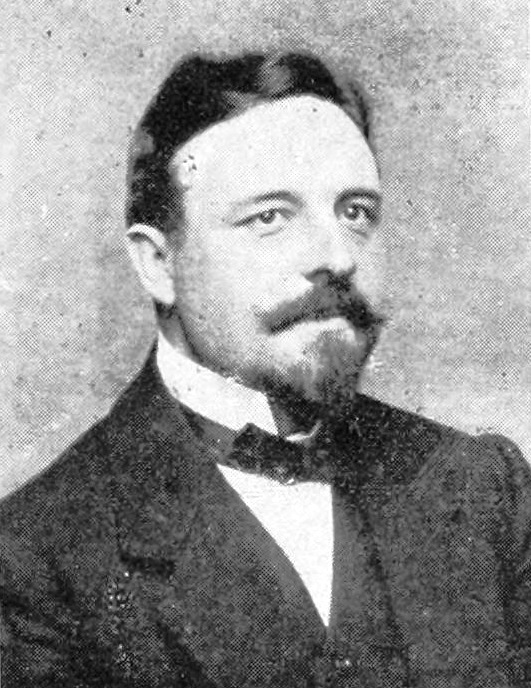
Paul Mathieu (1908)

Hij is gekend voor zijn luministische en post-impressionistische landschappen, stadszichten, havenzichten, interieurs en stillevens
Hij genoot zijn opleiding aan de École Normale d'Art te Brussel vanaf zijn twaalfde jaar. Hij leerde er tekenen en het vak van houtwerker (in het bijzonder het imiteren van marmer op hout). Hij ging vervolgens aan de slag bij een aannemer van schilderwerken met o.a; restauratie van de Muntschouwburg in Brussel. Daarna ging hij zelfstandig werken als industrieel tekenaar.
Zijn eerste werken waren stillevens en landschappen met een monotone lucht. Maar vanaf 1896 legde hij zich toe op landschappen met meer zwier in de hemel. Als een echte pleinairist, ontbreken in bijna al zijn werken personages. Dit zou slechts de aandacht afleiden van het behandelde thema. Hij werkte graag in de Kempen en aan de Belgische kust. Hij werd in 1893 aanvaard op het Salon van Brussel. Vervolgens prijkte hij met een belangrijk werk op de Wereldtentoonstelling van Antwerpen.
Hij werd leraar "lijntekenen" aan de Academie van Brussel van 1896 tot aan zijn dood in 1932.
Hij sloot zich aan bij de Brusselse kunstkring "Le Sillon", samen met zijn vriend de schilder Alfred Bastien. Le Sillon was een kunstzinnige beweging aan de Academie van Brussel die zich afzette tegen elk -isme, zoals impressionisme en pointillisme. Zij noemden dit "dode kunst".

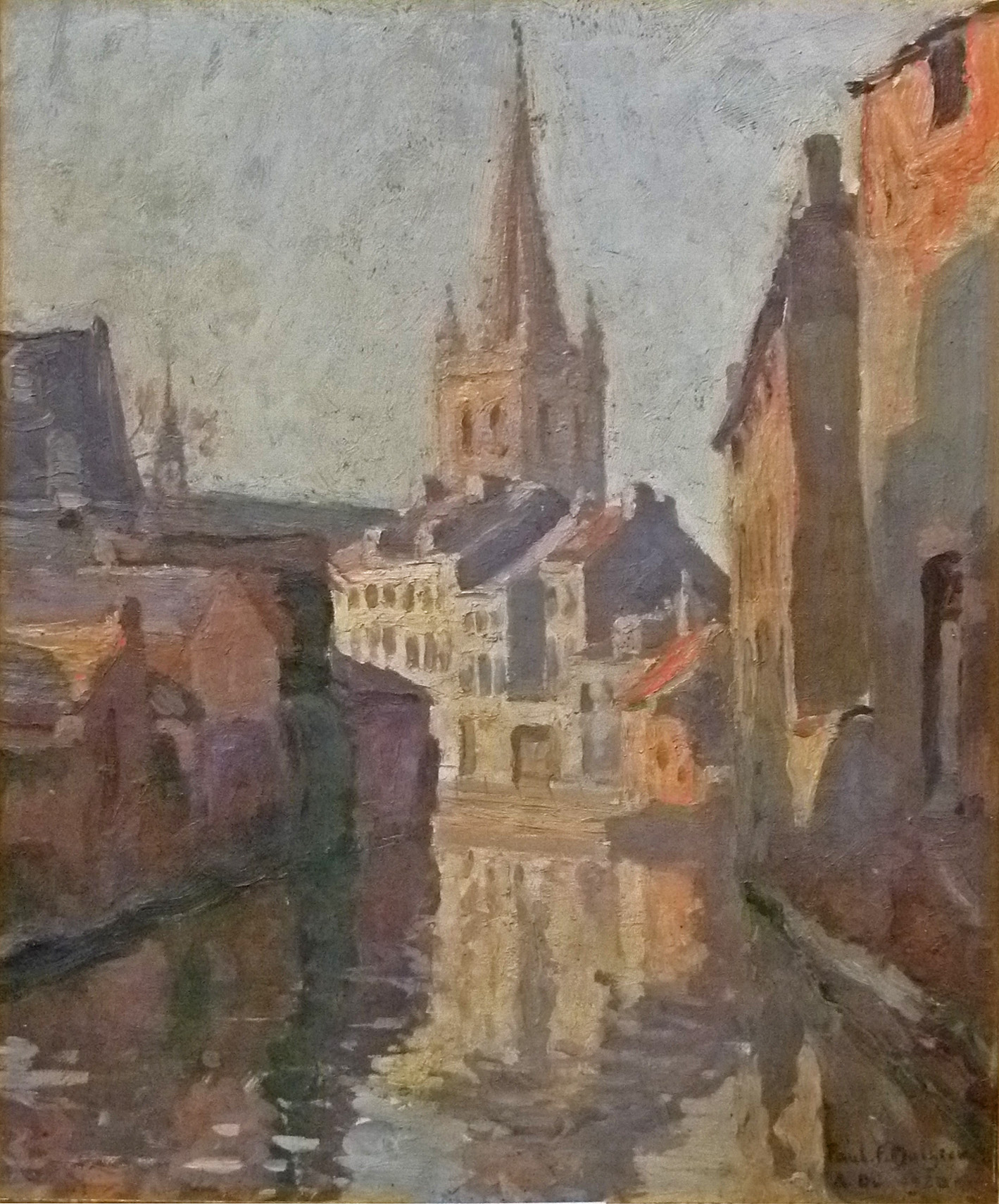
"Matinée de Soleil" - De Dijle in Leuven

Hij werkte samen met de schilder Alfred Bastien aan het 'Panorama van Belgisch-Congo', bedoeld voor de Wereldtentoonstelling van Gent in 1913. In 1911 vergezelde Mathieu hem hiervoor naar Belgisch-Congo om voorbereidende schetsen en tekeningen te maken. Zij hadden hiervoor een reisbeurs ontvangen van het Ministerie van Koloniën. Dit panorama werd een gigantisch doek: vijftien meter hoog en met een omtrek van 150 meter. Het was bedoeld als een soort propaganda voor de leidende hand van de Belgen in de evolutie van Congo. Paul Mathieu was de auteur van de landschappen en Alfred Bastien had gezorgd voor de volksscènes en de uitbeelding van mensentypes. Dit reusachtig werk werd een grandioos succes met 480.000 bezoekers. Een verkleinde versie van dit panorama bevindt zich nu in de zaal voor prehistorie van het Koninklijk Museum voor Midden-Afrika in Tervuren.
Hij verbleef gedurende de Eerste Wereldoorlog in Parijs waar hij, als Vlaamse colorist, op eigenzinnige wijze Parijse stadsgezichten weergaf.
Op de Wereldtentoonstelling van 1930 in Antwerpen kreeg de koloniale kunst een eigen salon. Paul Mathieu kon hier tentoonstellen, samen met andere schilders die Congo hadden uitgebeeld, zoals Alfred Bastien, Frans Hens en enkele jongere schilders zoals Henri Kerels, Fernand Lantoine en Fernand Allard l’Olivier.
Zijn atelier in de Amerikaansestraat te Elsene, waar hij woonde tussen 1905 en 1908, is beschermd als monument. Deze woning in eclectische stijl werd gebouwd door de architect Émile Lambot.
Zijn meeste werken bevinden zich nog in privébezit, maar er bevindt zich ook werk in musea te Antwerpen, Brugge, Brussel, Elsene en Kortrijk. Op kunstveilingen behalen zijn werken mooie prijzen. Reeds in 1989 werd er in de verkoopzaal Horta in Brussel 900.000 frank (22.500 €) betaald voor het doek "Aan de boorden van de Seine". In 2006 werder op de kunst- en antiekbeurs Pan in Amsterdam 30.000 € gevraagd voor een "Zicht op Brugge" uit 1910.
- Bibliothèque nationale de France: cb123603392 (data)
- Gemeinsame Normdatei: 174244371
- International Standard Name Identifier: 0000 0000 6872 8824
- Library of Congress Control Number: no2016070295
- Nederlandse Thesaurus van Auteursnamen: 184917700
- RKD-Nederlands Instituut voor Kunstgeschiedenis: 53970
- Union List of Artist Names: 500009774
- Virtual International Authority File: 95740765
- WorldCat: E39PBJh8Pf6VBWY9t7X86kg9Xd